# Hiltonius carpinus
Hiltonius carpinus är en mångfotingart som beskrevs av Chamberlin 1943. Hiltonius carpinus ingår i släktet Hiltonius och familjen Spirobolidae.

## Underarter
Arten delas in i följande underarter:
- H. c. carpinus
- H. c. vulcan